# مايومي سوزوكي
مايومي سوزوكي (باليابانية: すずきまゆみ) هي مؤدية صوت وممثلة يابانية، ولدت في 8 أغسطس 1970.

## وصلات خارجية
- مايومي سوزوكي على موقع IMDb (الإنجليزية)
- مايومي سوزوكي على موقع ANN person (الإنجليزية)